# بخش نانت
بخش نانت (به فرانسوی: Arrondissement de Nantes) یک بخش در فرانسه است که در لوآر-آتلانتیک واقع شده‌است.